# Giuseppe Sinopoli
Giuseppe Sinopoli (ur. 2 listopada 1946 w Wenecji, zm. 20 kwietnia 2001 w Berlinie) – włoski kompozytor i dyrygent.

## Życiorys
W młodości uczył się harmonii i gry na organach w konserwatorium w Mesynie. W latach 1965–1967 studiował kontrapunkt i harmonię w Conservatorio di Musica Benedetto Marcello w Wenecji. Od 1968 do 1970 roku uczestnik Międzynarodowych Letnich Kursów Nowej Muzyki w Darmstadcie w klasie Ligetiego i Stockhausena, w 1970 roku uczęszczał też na zajęcia u Franco Donatoniego w Sienie. Uczył się również u Bruno Maderny i Hansa Swarowsky’ego w Wiedniu. Jednocześnie z nauką muzyki studiował medycynę na Uniwersytecie Padewskim, uzyskując w 1972 roku dyplom lekarski.
W 1975 roku założył Bruno Maderna Ensemble, specjalizujący się w wykonawstwie muzyki współczesnej oraz renesansowej. W 1976 roku prowadził zajęcia z kompozycji na Międzynarodowych Letnich Kursach Nowej Muzyki w Darmstadcie. Jako dyrygent występował m.in. w Teatro La Fenice w Wenecji (1976), Deutsche Oper w Berlinie (1980) i w Operze Wiedeńskiej (1982). W 1983 roku zadebiutował w Covent Garden Theatre (Manon Lescaut), a w 1985 roku w Metropolitan Opera (Tosca). Był głównym dyrygentem Orchestra dell’Accademia Nazionale di Santa Cecilia w Rzymie (1983–1987) i Philharmonia Orchestra w Londynie (1984–1994). W sezonie 1990/1991 pełnił funkcję dyrektora berlińskiej Deutsche Oper, następnie od 1992 roku był dyrektorem artystycznym Dresdner Staatskapelle. W 1986 roku uczestniczył w ceremonii otwarcia Suntory Hall w Tokio. W 2000 roku na festiwalu w Bayreuth dyrygował wykonaniem tetralogii Pierścień Nibelunga. Otrzymał Order Zasługi Republiki Włoskiej w stopniu wielkiego oficera (1994) i kawalera krzyża wielkiego (1998).
Zmarł nagle na zawał mięśnia sercowego w trakcie prowadzenia przedstawienia Aidy w berlińskiej Deutsche Oper.

## Twórczość
W karierze dyrygenta zasłynął jako interpretator XIX-wiecznego repertuaru symfonicznego oraz dzieł operowych Verdiego, Wagnera i Pucciniego. Dokonał licznych nagrań płytowych dla Deutsche Grammophon, w tym dzieł Gustava Mahlera, Richarda Straussa, Giuseppe Verdiego i Giacomo Pucciniego. Jego interpretacje uznawane były za kontrowersyjne. Jako kompozytor w swoich utworach posługiwał się współczesnymi środkami wyrazu.

## Wybrane kompozycje
(na podstawie materiałów źródłowych)

### Utwory orkiestrowe
- Opus Daleth na orkiestrę kameralną (1971)
- Tombeau d’armor I (1974)
- Pour un livre à Venise (1975)
- Koncert na klarnet i orkiestrę (1975, nowa wersja 1990)
- Tombeau d’armor II (1977)
- Koncert kameralny na klarnet i orkiestrę (1978)
- II suita z Lou Salomé (1985)

### Utwory wokalno-instrumentalne
- Opus Scir na mezzosopran i zespół instrumentów (1972)
- Sunyata na sopran i kwintet smyczkowy (1972)
- Souvenirs à la mémoire na 2 soprany koloraturowe, kontratenor i orkiestrę (1974)
- I suita z Lou Salomé na głosy solowe, chór i orkiestrę (1981)

### Opera
- Lou Salomé (1981, wyst. Monachium 1981)